# 亨利·阿姆斯壯
小亨利·梅勒帝·傑克森（英語：Henry Melody Jackson Jr.，1912年12月12—1988年10月22日），生於美國密西西比州哥倫布，著名拳擊手，在擂台上，以亨利·阿姆斯壯（英語：Henry Armstrong）的名稱出賽，綽號有殺人拳漢克（Homicide Hank）、龍捲風漢克（Hurricane Hank）、鐵鎚漢克（Hammerin' Hank）等。他曾經取得最羽量級、羽量級和次中量級三個量級的世界冠軍，是世界上唯一一個同時保持三個不同級別世界冠軍的拳擊手。

## 外部連結
- 亨利·阿姆斯壯官網 （页面存档备份，存于）